# Ignacio Copani (álbum)
Ignacio Copani es el primer álbum editado en Argentina del cantautor homónimo, Ignacio Copani, producido de forma independiente y luego bajo el sello EMI. Fue todo un suceso con los hits «Cuántas minas que tengo» y la singular «Lo atamo´ con alambre», llegando a ser certificado como doble platino por la cantidad de copias vendidas.

## Lista de canciones
1. «Cuántas minas que tengo»
2. «Lo atamo' con alambre»
3. «Rebelde sin igual»
4. «Me voy a Europa»
5. «Chupetines y acuarelas»
6. «Cuando será al revés»
7. «Las cosas y la gente»
8. «En los "iunaitesteis"»
9. «Avivate»
10. «Puede verme»

- Datos: Q16578106